# Élections municipales de 1965 dans la Somme
Les élections municipales ont eu lieu les 14 et 21 mars 1965 dans la Somme.

## Maires sortants et maires élus
Les maires élus à la suite des élections municipales dans les communes de plus de 2 000 habitants :
| Commune                | Population | Maire sortant       | Parti | Parti | Maire élu           | Parti | Parti |
| ---------------------- | ---------- | ------------------- | ----- | ----- | ------------------- | ----- | ----- |
| Abbeville              | 22 005     | Max Lejeune         |       | SFIO  | Max Lejeune         |       | SFIO  |
| Ailly-sur-Somme        | 2 195      | Daniel Tabary       |       | PCF   | Daniel Tabary       |       | PCF   |
| Albert                 | 10 247     | Alfred Leclercq     |       | PCF   | Pierre Savary       |       | Rad.  |
| Amiens                 | 105 433    | Maurice Vast        |       | Mod.  | Maurice Vast        |       | Mod.  |
| Beauval                | 2 173      | Pierre Villain      |       | PSU   |                     |       |       |
| Camon                  | 2 110      | Lucien Jovelin      |       | PCF   | Lucien Jovelin      |       | PCF   |
| Cayeux-sur-Mer         | 2 724      |                     |       |       | Robert Sizaire      |       | Mod.  |
| Corbie                 | 4 657      | Gustave Poingt*     |       | SFIO  | Jean Truquin        |       | CIR   |
| Le Crotoy              | 2 481      | Oscar Deguine       |       |       | Oscar Deguine       |       |       |
| Doullens               | 6 321      | Kléber Mopty        |       | Rad.  | Kléber Mopty        |       | Rad.  |
| Eppeville              | 2 053      |                     |       |       | Lucien Théron       |       |       |
| Feuquières-en-Vimeu    | 2 082      | Léonce Basse        |       | SFIO  | Léonce Basse        |       | SFIO  |
| Flixecourt             | 3 285      | Eugène Leclercq     |       | Rad.  | Roger Godard        |       | PCF   |
| Fressenneville         | 2 258      | Maurice Petit       |       | SFIO  | Maurice Petit       |       | SFIO  |
| Friville-Escarbotin    | 4 076      | Eugène Delenclos    |       | Mod.  | Eugène Delenclos    |       | Mod.  |
| Gamaches               | 3 194      | Alphonse Dennetière |       | DVD   | Alphonse Dennetière |       | DVD   |
| Ham                    | 4 204      | Gaston Lejeune      |       | SFIO  | Émile Luciani       |       | UNR   |
| Longueau               | 5 316      | Louis Prot          |       | PCF   | Louis Prot          |       | PCF   |
| Mers-les-Bains         | 3 834      | Roger Hénocq        |       | MRP   | Roger Hénocq        |       | MRP   |
| Montdidier             | 5 430      | Georges Marcel      |       | SFIO  | François Hertout    |       | DVD   |
| Moreuil                | 3 609      | Yves Bedier         |       | DVD   | Marius Gardès       |       | SFIO  |
| Nesle                  | 2 417      | Hervé Laudren       |       |       | Jacques Gronnier    |       | UNR   |
| Péronne                | 5 081      | Daniel Boinet       |       | Rad.  | Daniel Boinet       |       | Rad.  |
| Rivery                 | 2 680      | André Carpentier    |       | DVD   | André Carpentier    |       | DVD   |
| Rosières-en-Santerre   | 2 381      | Raoul Régnier       |       |       | Louis Wattel        |       | DVD   |
| Roye                   | 4 912      | André Coël          |       | SFIO  | André Coël          |       | SFIO  |
| Rue                    | 2 967      | Gabriel Deray       |       | SFIO  | Gabriel Deray       |       | SFIO  |
| Saint-Ouen             | 2 117      |                     |       |       |                     |       |       |
| Saint-Valery-sur-Somme | 3 169      | Maurice Robart *    |       | SFIO  | Gilbert Gauthé      |       | SFIO  |
| Villers-Bretonneux     | 3 342      | Pierre Tranchart    |       | DVD   | Georges Cozette     |       |       |
| * Ne se représente pas |            |                     |       |       |                     |       |       |

### Résultats en nombre de mairies
| Partis        | Partis                                         | Maires sortants | Maires élus | Évolution     |
| ------------- | ---------------------------------------------- | --------------- | ----------- | ------------- |
|               | Section française de l'Internationale ouvrière | 9               | 7           | 2             |
|               | Parti radical-socialiste                       | 3               | 3           | en stagnation |
|               | Convention des institutions républicaines      | /               | 1           | 1             |
| Centre-gauche | Centre-gauche                                  | 12              | 11          | 1             |
|               |                                                |                 |             |               |
|               | Parti communiste français                      | 4               | 4           | en stagnation |
|               | Parti socialiste unifié                        | 1               | /           | 1             |
| Gauche        | Gauche                                         | 5               | 4           | 1             |
|               |                                                |                 |             |               |
|               | Divers droite                                  | 4               | 4           | en stagnation |
|               | Modérés (ex-SFIO ou DVG alliés à la droite)    | 2               | 3           | 1             |
|               | Union pour la nouvelle République              | /               | 2           | 2             |
|               | Mouvement républicain populaire                | 1               | 1           | en stagnation |
| Droite        | Droite                                         | 7               | 10          | 3             |
|               |                                                |                 |             |               |
|               | Non déterminés                                 | 6               | 5           | 1             |
| Divers        | Divers                                         | 6               | 5           | 1             |
|               |                                                |                 |             |               |
| Total         | Total                                          | 30              | 30          |               |

## Résultats

### Amiens
Maire sortant : Maurice Vast (SFIO diss.)
37 sièges à pourvoir
|                                         | Maurice Vast*  | SFIO diss. - UNR - MRP - CNIP | 29 843 | 57,79  | 37 |  |  |  |
| Liste d'Entente républicaine et sociale |                |                               | 29 843 | 57,79  | 37 |  |  |  |
|                                         | Camille Goret  | SFIO - PCF - Rad. - PSU       | 21 796 | 42,21  | 0  |  |  |  |
| Liste d'Unité de la gauche              |                |                               | 21 796 | 42,21  | 0  |  |  |  |
|                                         |                |                               |        |        |    |  |  |  |
| Inscrits                                | Inscrits       | Inscrits                      | 63 318 | 100,00 |    |  |  |  |
| Abstentions                             | Abstentions    | Abstentions                   | 10 210 | 16,12  |    |  |  |  |
| Votants                                 | Votants        | Votants                       | 53 108 | 83,88  |    |  |  |  |
| Blancs et nuls                          | Blancs et nuls | Blancs et nuls                | 1 469  | 2,77   |    |  |  |  |
| Exprimés                                | Exprimés       | Exprimés                      | 51 639 | 97,23  |    |  |  |  |
| * Maire sortant                         |                |                               |        |        |    |  |  |  |